# Висока Вакулівка
Висо́ка Ваку́лівка — село в Україні, у Козельщинській селищній громаді Кременчуцького району Полтавської області. Населення становить 586 осіб. До 2020 орган місцевого самоврядування — Високовакулівська сільська рада.

## Географія
Село Висока Вакулівка знаходиться неподалік річки Псел, за 19 км від райцентру та за 14 км під залізничної станції Ганнівка. Село знаходиться на відстані 1 км від села Юрівка та за 5 км від села Мар'янівка.

## Історія
Село утворилося з великої групи хуторів, що виникли у XVIII—XIX століттях навколо слободи Вакулівки. До неї ще й до початку ХХ ст. відносилися хутори Гурби, Дерев'янки, Коржівка, Лісні, Литвиненки, Михни, Олександрівка, Барабашівка, Низька Вакулівка, Савенки, Стеценки, Тараненки, Телятники, Тесленки, Чобітьки, Юренки, Юрівка, Хорошманівка та інші. Окремі з них такі як Савенки, Хорошманівка до середини ХХ ст. були самостійними населеними пунктами. За переписом 1781 року в слободі Вакулівка Говтвянської сотні Миргородського полку налічувалось 38 хат.
За переписом 1787 року слобода Вакулівка у Говтвянській сотні Миргородського полку значиться слобода Вакулівка, де на той час налічувалося 38 хат, у тому числі козаків виборних 25, козаків від помічників 4, посполитих 9 хат. У 1787 році Висока Вакулівка належала військовому товаришу Федору Москову, вдові хорунжого полкового Моткова — Мотрі Московій та сотнику Володимиру Остроградському.
Наприкінці грудня 1919 року Висока Вакулівка стала центром сільської ради, з 7 березня 1923 року перебувала у складі Бригадирівського району Кременчуцької округи. На той час в селі хуторах Лісні та Чепаки проживало 1425 жителів. По Вакулівській сільській раді, до якої входили на той час села Довге, Мар'янівка та Хорошманівка, нараховувалося 3996 чоловік.
1929 році дрібні селянські господарства були об'єднані в колективні господарства. На території Високої Вакулівки перші два союзи були організовані в 1929 року на хуторі Савенки. В артіль вступило 7 бідняцько-селянських господарств. Головою артілі був обраний Тесленко Панько Романович. На хуторі Хоменках і Підгорівка вступило 16 бідняцько-селянських господарств. Головою артілі був Тараненко Митрофан Михайлович.
Чорними сторінками історії Високовакулівських хуторів як і всієї України став голодомор 1932—1933 рр. Точної кількості померлих у цей грізний час не встановлено. Найбільше померлих було в сім'ї Івашини Антона-5 чол., Івашини Петра- 5 чол., Дикопавленка — 3 чол., Савенко МаріЇ та Пирога Смелька — по 2 чол. У родині Лісного Сергія Івановича відомий випадок вбивства та людоїдства між дітьми — 6 дітей . Всі померли.
Сталінські репресії також не обминули жителів Високої Вакулівки. Серед вбитих найвідоміші імена братів Нікітченків — Григорія і Павла, Геньбача Івана, Співака Якова. Жоден з них не повернувся.
Село у часи німецько-радянської війни було окуповане нацистськими військами з 17 вересня 1941 до 25 вересня 1943 року. До Німеччини на примусові роботи вивезено 64 осіб, спалено 116 будівель, загинуло на фронтах 161 односельчан.
За бойові заслуги уродженець села Загреблі, який багато років жив і працював в с. Висока Вакулівка — Денис Федорович Вітер(1906—1987) був нагороджений орденами Слави трьох ступенів. Уродженець села Юрівка Опанас Григорович Юренко(1918—1996) удостоєний двох орденів Слави. Уродженець села Юрівка Юренко Михайло Володимирович нагороджений орденом Червоної Зірки.
У повоєнні роки Барабашівку, Санечки та Хорошманівку приєднано до Високої Вакулівки. Тут працювали колгоспи ім. XXI з'їзду КПРС (зерново-буряківничого і м'ясо-молочної напряму).
У війні в Афганістані брали участь Бажан Олексій Володимирович, Корячок Володимир Михайлович, Головня Віктор Іванович, Тараненко Володимир Анатолійович.
Серед славних працівників села кавалер ордена Леніна — Віра Іванівна Бардакова, яка багато років очолювала бригаду по вирощенню тутового шовкопряда і удостоєна нагороди за високі трудові досягнення. Ольга Іванівна Ковакіна, пташниця колгоспу — нагороджена орденами Леніна Жовтневої РеволюціЇ і Дружби народів. У селі Висока Вакулівка проживає Савенко Валентина Володимирівна, яка має почесне звання заслуженого працівника сільського господарства України.
Довгожителі Високої Вакулівки, які прожили більше 100 років — Гурба Марія Микифорівна та Юренко Олександра Романівна.
12 червня 2020 року, відповідно до розпорядження Кабінету Міністрів України № 721-р «Про визначення адміністративних центрів та затвердження територій територіальних громад Полтавської області», село увійшло до складу Козельщинської селищної громади.
19 липня 2020 року, в результаті адміністративно - територіальної реформи та ліквідації Козельщинського району, село увійшло до складу новоутвореного Кременчуцького району.

## Інфраструктура
У Високій Вакулівці працюють:
- відділення зв'язку «Укрпошта»;
- автоматична телефонна станція, кількість абонентів — понад 50 номерів;
- загальноосвітня школа I—II ступенів, кількість учнів становить близько 50 осіб;
- фельдшерсько-акушерський пункт,
- Будинок культури, розрахований на 350 місць
- бібліотека, фонд — 9,6 тис. одиниць зберігання.

## Економіка
На території села діє агрофірма «Добробут» керуючий відділом № 1 — Базилевич Ігор Євгенійович та фермерське господарство «Галина». Усі компанії спеціалізується на вирощуванні технічних і зернових культур.

## Архітектура
У селі збудовані такі пам'ятники:
- Меморіальний комплекс: надгробок на братській могилі радянських воїнів, полеглим 1943 року при визволенні села;
- пам'ятник воїнам-односельчанам, загиблим у роки німецько-радянської війни (збудований 1958 року).

## Галерея

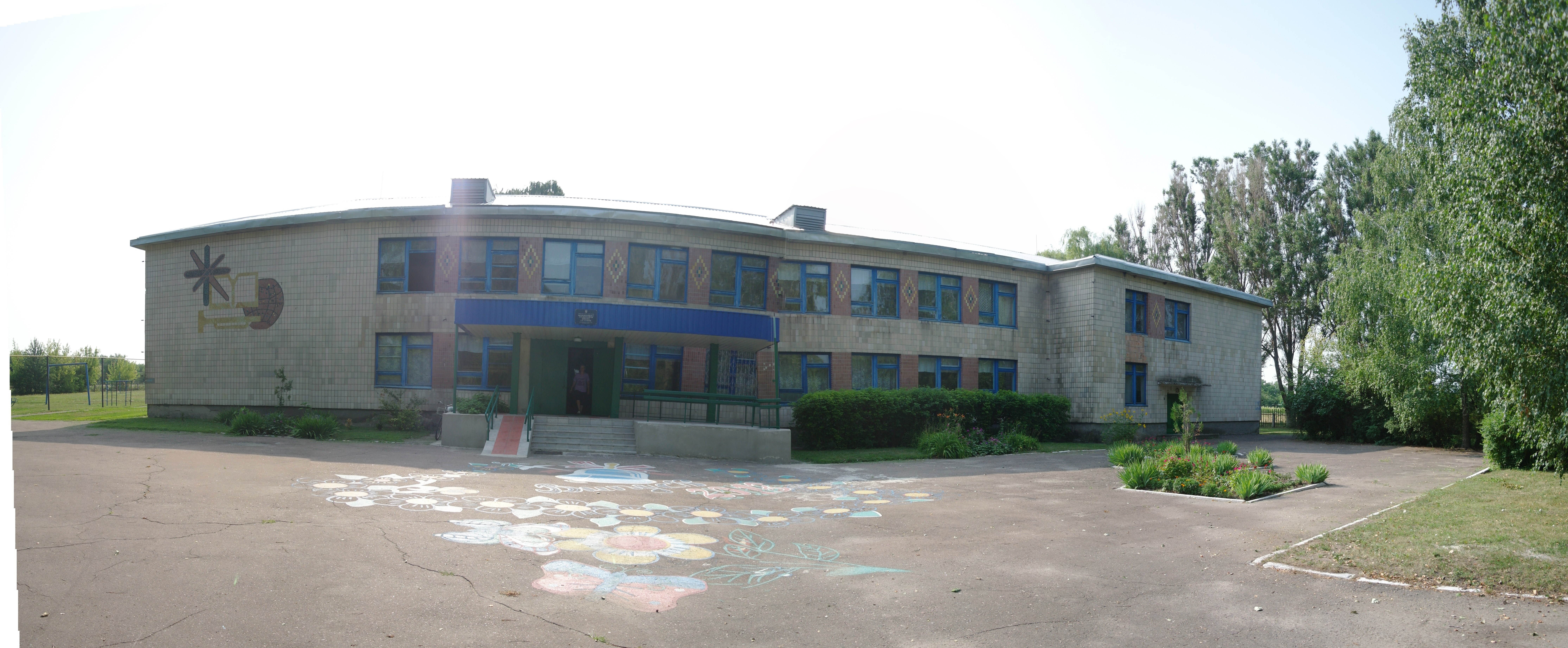
Високовакулівська школа 1-3 ступенів
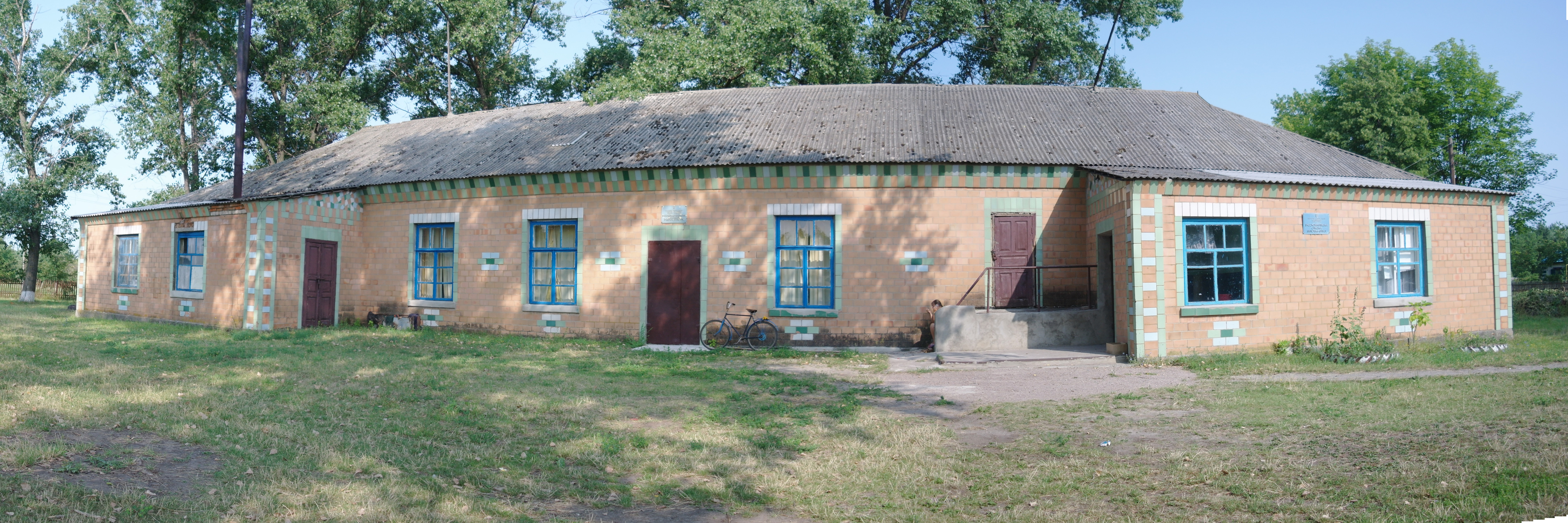
Пошта - Будинок культури - Бібліотека
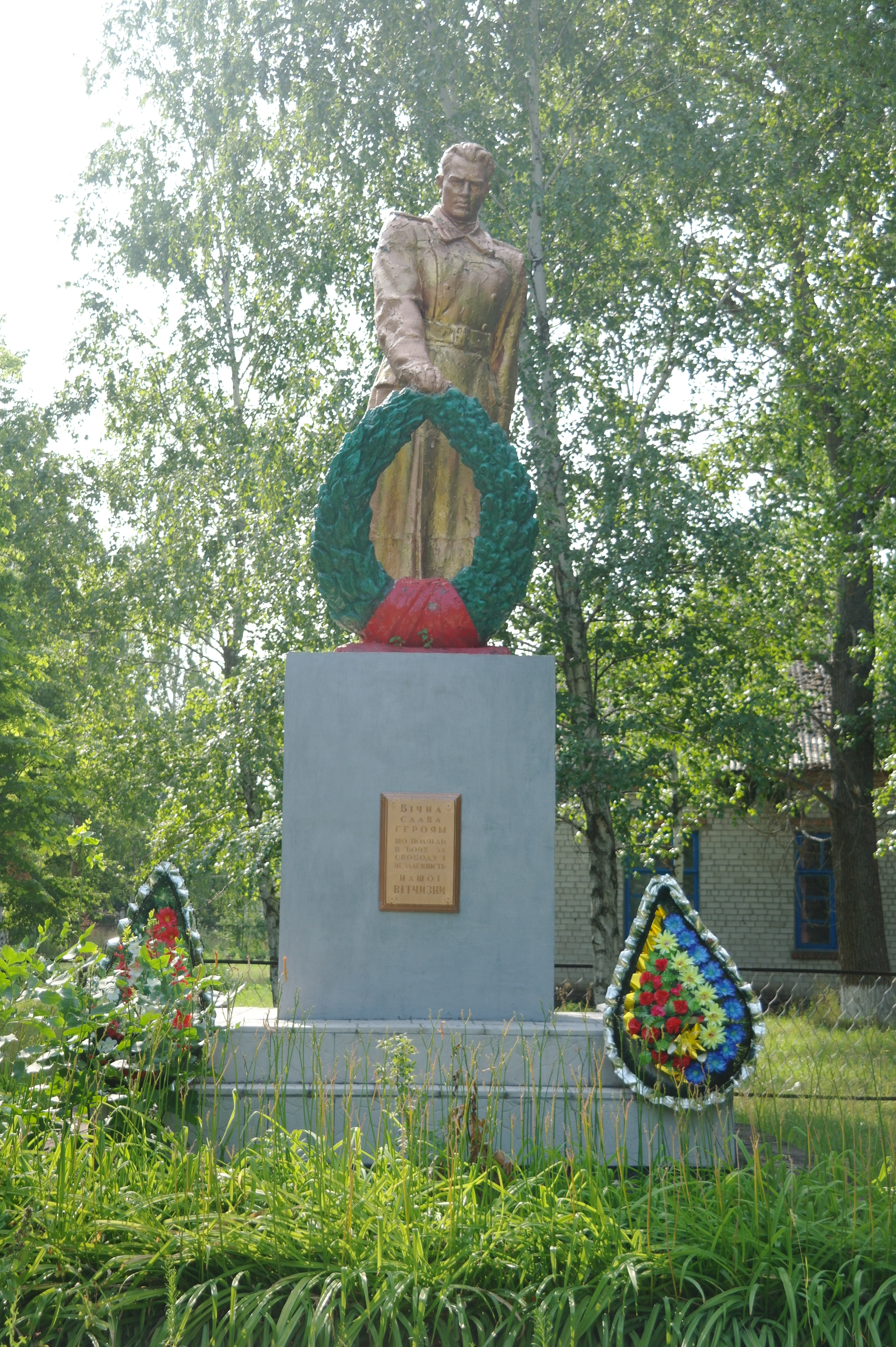
Пам'ятник слави героям ДСВ
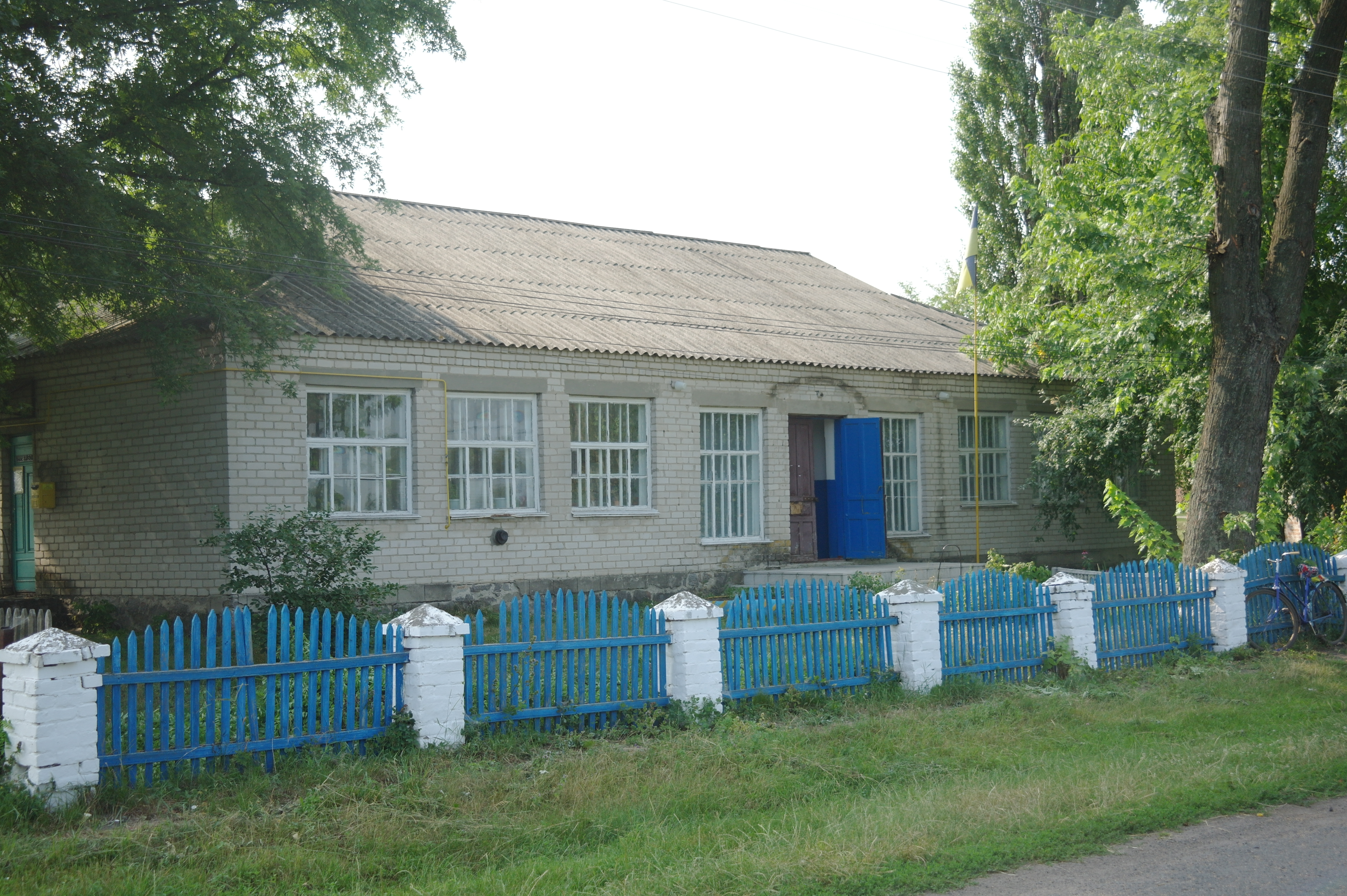
Високовакулівська сільська рада